# Svetovno prvenstvo športnih dirkalnikov
Svetovno prvenstvo športnih dirkalnikov je bilo vzdržljivostno prvenstvo športnih dirkalnikov, ki ga je prirejala FIA med letoma 1953 in 1992. Poleg Formule 1 je bilo Svetovno prvenstvo športnih dirkalnikov najpomembnejše tovrstno tekmovanje, v prvih desetletjih pa so mnogi dirkači in konstruktorji nastopali v obeh prvenstvih hkrati.

## Znamenite dirke
- Mille Miglia 1953-1957
- Carrera Panamericana 1953-1954
- Targa Florio 1955-1973
- 24 ur Le Mansa 1953-
- 24 ur Daytone 1967-
- 12 ur Sebringa 1963-
- 1000 km Nürburgringa 1953-
- 1000 km Monze 1963-
- 1000 km Spaja 1963-
- 1000 km Buenos Airesa 1954-1972
- 1000 km Fujija 1983-1988
- 200 milj Norisringa 1984-1988

## Prvaki
| Leto | Tekovanje                               | Zmag. konstrukror (1953 - 1984)                                   | Zmag. moštvo (1985 - 1992)    | Zmag. dirkač(a) (1981 - 1992)          |
| ---- | --------------------------------------- | ----------------------------------------------------------------- | ----------------------------- | -------------------------------------- |
| 1953 | Svetovno prvenstvo športnih dirkalnikov | Ferrari                                                           | -                             | -                                      |
| 1954 | Svetovno prvenstvo športnih dirkalnikov | Ferrari                                                           | -                             | -                                      |
| 1955 | Svetovno prvenstvo športnih dirkalnikov | Mercedes-Benz                                                     | -                             | -                                      |
| 1956 | Svetovno prvenstvo športnih dirkalnikov | Ferrari                                                           | -                             | -                                      |
| 1957 | Svetovno prvenstvo športnih dirkalnikov | Ferrari                                                           | -                             | -                                      |
| 1958 | Svetovno prvenstvo športnih dirkalnikov | Ferrari                                                           | -                             | -                                      |
| 1959 | Svetovno prvenstvo športnih dirkalnikov | Aston Martin                                                      | -                             | -                                      |
| 1960 | Svetovno prvenstvo športnih dirkalnikov | Ferrari                                                           | -                             | -                                      |
| 1961 | Svetovno prvenstvo športnih dirkalnikov | Ferrari                                                           | -                             | -                                      |
| 1962 | Svetovno prvenstvo konstruktorjev GT    | Ferrari (GT+2.0) Porsche (GT2.0) Fiat-Abarth (GT1.0)              | -                             | -                                      |
| 1963 | Svetovno prvenstvo konstruktorjev GT    | Ferrari (P) Ferrari (GT+2.0) Porsche (GT2.0) Fiat-Abarth (GT1.0)  | -                             | -                                      |
| 1964 | Svetovno prvenstvo konstruktorjev GT    | Porsche (P) Ferrari (GT+2.0) Porsche (GT2.0) Abarth-Simca (GT1.0) | -                             | -                                      |
| 1965 | Svetovno prvenstvo konstruktorjev GT    | Ferrari (P) Shelby (GT+2.0) Porsche (GT2.0) Abarth-Simca (GT1.3)  | -                             | -                                      |
| 1966 | Svetovno prvenstvo prototipov           | Ford (P+2.0) Porsche (P2.0)                                       | -                             | -                                      |
| 1966 | Svetovno prvenstvo športnih dirkalnikov | Ford (S+2.0) Porsche (S2.0) Abarth (S1.3)                         | -                             | -                                      |
| 1967 | Svetovno prvenstvo prototipov           | Ferrari (P+2.0) Porsche (P2.0                                     | -                             | -                                      |
| 1967 | Svetovno prvenstvo športnih dirkalnikov | Ford (S+2.0) Porsche (S2.0) Abarth (S1.3)                         | -                             | -                                      |
| 1968 | Svetovno prvenstvo športnih dirkalnikov | Ford (S & P) Porsche (GT)                                         | -                             | -                                      |
| 1969 | Svetovno prvenstvo športnih dirkalnikov | Porsche (S & P) Porsche (GT)                                      | -                             | -                                      |
| 1970 | Svetovno prvenstvo športnih dirkalnikov | Porsche (S & P) Porsche (GT)                                      | -                             | -                                      |
| 1971 | Svetovno prvenstvo športnih dirkalnikov | Porsche (S & P) Porsche (GT)                                      | -                             | -                                      |
| 1972 | Svetovno prvenstvo športnih dirkalnikov | Ferrari (S) Porsche (GT)                                          | -                             | -                                      |
| 1973 | Svetovno prvenstvo športnih dirkalnikov | Matra (S) Porsche (GT)                                            | -                             | -                                      |
| 1974 | Svetovno prvenstvo športnih dirkalnikov | Matra (S) Porsche (GT)                                            | -                             | -                                      |
| 1975 | Svetovno prvenstvo športnih dirkalnikov | Alfa Romeo (S) Porsche (GT)                                       | -                             | -                                      |
| 1976 | Svetovno prvenstvo športnih dirkalnikov | Porsche (S) Porsche (GT)                                          | -                             | -                                      |
| 1977 | Svetovno prvenstvo športnih dirkalnikov | Alfa Romeo (S) Porsche (GT+2.0) BMW (GT2.0)                       | -                             | -                                      |
| 1978 | Svetovno prvenstvo športnih dirkalnikov | Porsche                                                           | -                             | -                                      |
| 1979 | Svetovno prvenstvo športnih dirkalnikov | Porsche                                                           | -                             | -                                      |
| 1980 | Svetovno prvenstvo športnih dirkalnikov | Porsche (+2.0) Lancia (2.0)                                       | -                             | -                                      |
| 1981 | Svetovno prvenstvo športnih dirkalnikov | Porsche (+2.0) Lancia (2.0)                                       | -                             |                                        |
| 1981 | Svetovno vzdržljivostno prvenstvo       | -                                                                 | -                             | Bob Garretson                          |
| 1982 | Svetovno vzdržljivostno prvenstvo       | Porsche                                                           | -                             | Jacky Ickx                             |
| 1983 | Svetovno vzdržljivostno prvenstvo       | Porsche (C) Alba - Giannini (C Jnr) Porsche (B)                   | -                             | Jacky Ickx                             |
| 1984 | Svetovno vzdržljivostno prvenstvo       | Porsche (C) Alba - Giannini (C Jnr) BMW (B)                       | -                             | Stefan Bellof                          |
| 1985 | Svetovno vzdržljivostno prvenstvo       | -                                                                 | Rothmans Porsche (C)          | Derek Bell (C) Hans-Joachim Stuck (C)  |
| 1985 | Svetovno vzdržljivostno prvenstvo       | -                                                                 | Spice Engineering (C2)        | Gordon Spice (C2) Ray Bellm (C2)       |
| 1986 | Svetovno prvenstvo prototipov           | -                                                                 | Brun Motorsport (C)           | Derek Bell (C) Hans-Joachim Stuck (C)  |
| 1986 | Svetovno prvenstvo prototipov           | -                                                                 | Ecurie Ecosse (C2)            | Gordon Spice (C2) Ray Bellm (C2)       |
| 1987 | Svetovno prvenstvo prototipov           | -                                                                 | Silk Cut Jaguar (C)           | Raul Boesel (C)                        |
| 1987 | Svetovno prvenstvo prototipov           | -                                                                 | Spice Engineering (C2)        | Gordon Spice (C2) Fermin Velez (C2)    |
| 1988 | Svetovno prvenstvo prototipov           | -                                                                 | Silk Cut Jaguar (C)           | Martin Brundle (C)                     |
| 1988 | Svetovno prvenstvo prototipov           | -                                                                 | Spice Engineering (C2)        | Gordon Spice (C2) Ray Bellm (C2)       |
| 1989 | Svetovno prvenstvo prototipov           | -                                                                 | Team Sauber Mercedes (C)      | Jean-Louis Schlesser (C)               |
| 1989 | Svetovno prvenstvo prototipov           | -                                                                 | Chamberlain Engineering (C2)  | Nick Adams (C2) Fermin Velz            |
| 1990 | Svetovno prvenstvo prototipov           | -                                                                 | Team Sauber Mercedes          | Jean-Louis Schlesser Mauro Baldi       |
| 1991 | Svetovno prvenstvo športnih dirkalnikov | -                                                                 | Silk Cut Jaguar               | Teo Fabi                               |
| 1992 | Svetovno prvenstvo športnih dirkalnikov | -                                                                 | Peugeot Talbot Sport (C1)     | Derek Warwick (C1) Yannick Dalmas (C1) |
| 1992 | Svetovno prvenstvo športnih dirkalnikov | -                                                                 | Chamberlain Engineering (Cup) | Ferdinand de Lesseps (Cup)             |